# Masdevallia pandurilabia
Masdevallia pandurilabia är en orkidéart som beskrevs av Charles Schweinfurth. Masdevallia pandurilabia ingår i släktet Masdevallia och familjen orkidéer.
Artens utbredningsområde är Peru. Inga underarter finns listade i Catalogue of Life.